# Escalade de bloc
Pour les articles homonymes, voir Bloc.
L’escalade de bloc, aussi appelée simplement bloc dans le jargon de ceux qui la pratiquent, est une discipline sportive et un type d'escalade, qui consiste à grimper des blocs de faible hauteur. Le bloc se pratique aussi bien en extérieur, sur des sites rocheux, qu'en intérieur, sur des structures artificielles. Les pratiquants sont appelés « grimpeurs » ou encore « bloqueurs ».
De manière générale, la surface à grimper — simplement appelée « bloc » — ne dépasse pas cinq mètres de hauteur, ce qui permet de retomber au sol sans risquer de blessures trop importantes. Le bloc se pratique donc sans l'équipement classique d'assurage en escalade (corde, mousquetons, baudrier).
Ce sport s'est imposé comme une méthode d'entraînement efficace pour l'escalade encordée et l'alpinisme, pour tester des mouvements difficiles, développer l'endurance et augmenter la force des doigts. Au cours des années 1990, il devient une discipline sportive à part entière. Sa pratique ne cesse de se développer à partir des années 2000, et un championnat du monde a lieu tous les deux ans depuis 2001.
Par extension, en escalade, on appelle « pas de bloc » un court passage d’une voie qui est particulièrement complexe ou difficile par rapport au reste du parcours.

## Histoire

### Jeu de montagnard

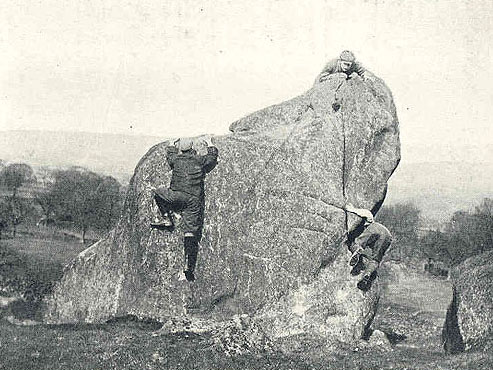
Un bloc inconnu, avec des passages éliminants décrits (usage d'une marche), peut-être escaladé par Eckenstein (à gauche),.

L'escalade rocheuse apparait comme une discipline sportive à la fin du XIXe siècle, avec l'émergence de l'alpinisme et la conquête des sommets. Dès cette époque, les alpinistes pratiquent l'escalade sur de petits rochers, terrain d'entrainement pour les courses d'alpinisme ou de distraction pour les jours pluvieux rendant les falaises impraticables. Progressivement, émerge une pratique sportive autonome, l'escalade de blocs, pour l'émulation qu'elle suscite et les défis que posent les ascensions difficiles de blocs de faible hauteur, probablement dès les années 1880 en Angleterre et en Écosse.
L'alpiniste anglais Oscar Eckenstein (1858-1921), aux exceptionnelles capacités athlétiques, est parfois considéré comme l'un des précurseurs de cette discipline, sur les blocs de Lake District et du pays de Galles. En 1898, est rédigé un topo du bloc Y-shaped de Wasdale Head : un plan annoté avec la description des vingt-deux passages possibles, dont certains éliminants. On suppose que les grimpeurs britanniques atteignent le niveau 5 en bloc (V0/V1) vers 1900. En 1916, est publié Boulder Valley, un véritable topo-guide décrivant des blocs et autres « problèmes » dans les alentours de Coniston.
Au début du XXe siècle, les rochers de la forêt de Fontainebleau en France deviennent aussi un lieu important d'escalade de bloc. Cette pratique s'est développée dans les années 1930, grâce au Groupe de Bleau et à Pierre Allain (1904-2000), créateur du premier chausson d'escalade, qui atteint le niveau 5 avec la Fissure des Alpinistes vers 1933. En 1946, René Ferlet réalise La Marie Rose, premier 6A de Fontainebleau, en 1950 Robert Paragot réalise Joker (7A). Les bleausards restent toutefois peu nombreux et considèrent leur activité plutôt comme une sorte de jeu, en l'absence de montagne.

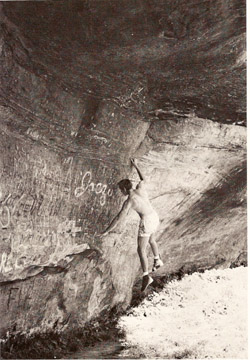
John Gill en bloc, dans un mouvement dynamique, vers 1965

### Pratique moderne
Dans les années 1960, l'Américain John Gill, ancien gymnaste, intègre de nouveaux principes à cette pratique de bloc, inspirés par la gymnastique artistique : l'enchainement de mouvements déterminés (plutôt que la simple ascension du rocher), un système de cotation des difficultés d'enchainement, l'importance de l'entrainement à la force plutôt qu'à la technique, la valorisation des mouvements « contrôlés dynamiques » (les jetés). Gill introduit aussi l'usage de la magnésie pour maintenir les mains des grimpeurs sèches. Tous ces principes, étrangers à la pratique classique de l'alpinisme et de l'escalade, devinrent peu à peu la norme pour la pratique moderne du bloc. Fin des années 1960, John Gill réalise des blocs jusqu'à 7A+, exceptionnellement autour 7C/+.
Dans les années 1970, l'Américain Jim Holloway se consacre comme quelques autres exclusivement au bloc, comme style de vie. Il est surtout l'un des premiers à tenter (« travailler ») un bloc particulier pendant plusieurs jours ou semaines, et même à s'entrainer pour un passage particulier sur un simulateur bricolé à domicile (pan). Holloway réalise ainsi dans les années 1970 de nombreux blocs autour de 8A/8A+, une difficulté exceptionnelle pour l'époque, à l'exemple de Trice (1975, 8A+/V12).
Cette pratique moderne et athlétique, focalisée sur la difficulté maximale des blocs et l'entrainement physique spécifique (force), prend son essor plus tardivement en Europe. À partir des années 1980, émerge ainsi une nouvelle génération de grimpeurs à Fontainebleau, réalisant des blocs très difficiles après travail. En 1977, Jérôme Jean-Charles réalise Carnage premier 7B de Fontainebleau ; en 1983, Pierre Richard réalise L'Abbé Résina (7C) ; en 1984 Jacky Godoffe C’était demain (8A) puis en 1989 Mouvement perpétuel (8B).

### Engouement pour le bloc

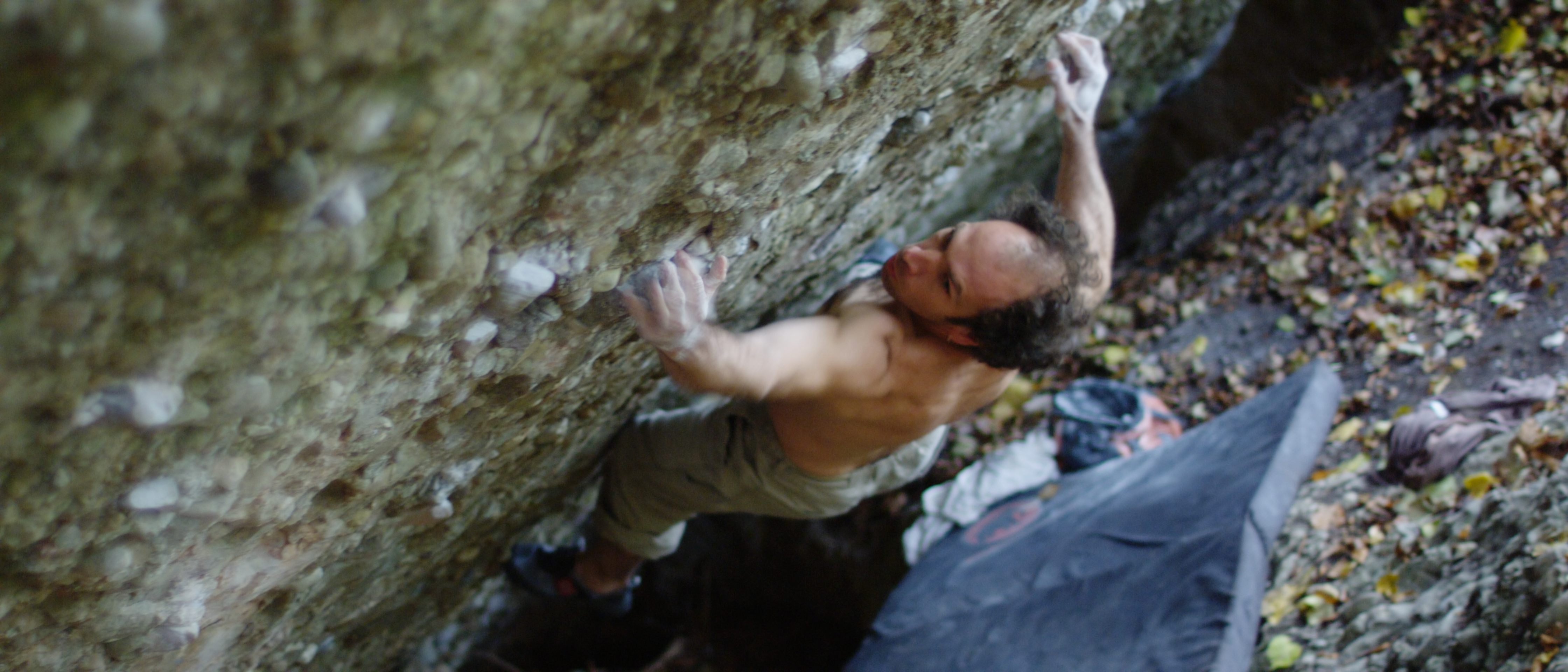
Fred Nicole, grimpeur de premier plan des années 1990 et 2000, pendant un essai du Boa (8C).

Jusqu'aux années 1990, la discipline reste relativement confidentielle, restreinte à quelques lieux historiques d'escalade : Fontainebleau, Yosemite (USA), Peak District (Angleterre), Frankenjura (Allemagne). La pratique du bloc ne suscite encore ni l'enthousiasme ni l'intérêt des autres grimpeurs puis se diffuse progressivement parmi eux pour devenir populaire. De nouveaux sites de blocs sont explorés dans différentes parties du monde, comme Hueco Tanks et Bishop (USA), Squamish (Canada), Rocklands (Afrique du Sud), Albarracín (Espagne), Ticino et Magic Wood (Suisse). Quelques compétitions de bloc commencent à être organisées à la fin des années 1990.
Les premiers crash pads apparaissent vers 1990 à Hueco Tanks ; en 1993, l'équipementier Black Diamond propose les premiers crashs pads disponibles à la vente. Ces tapis de réception limitent les risques de blessures et permettent d'escalader des blocs qui seraient trop dangereux sans cet équipement de protection. Par la suite, l'usage occasionnel de cordes (travail en moulinette) disparait de la pratique du bloc.
Les structures artificielles de bloc se multiplient également durant les années 1990 : elles permettent aux grimpeurs de poursuivre leur entrainement toute l'année, à l'intérieur, quelles que soient les conditions météorologiques.
En 1990, le Suisse Fred Nicole réalise Radja, premier 8B+. En 1998, la Française Catherine Miquel réalise le premier 8A bloc féminin, en 2002 le premier bloc féminin 8B. En 2000, Fred Nicole réalise Dreamtime qui devient, temporairement, le premier bloc 8C.

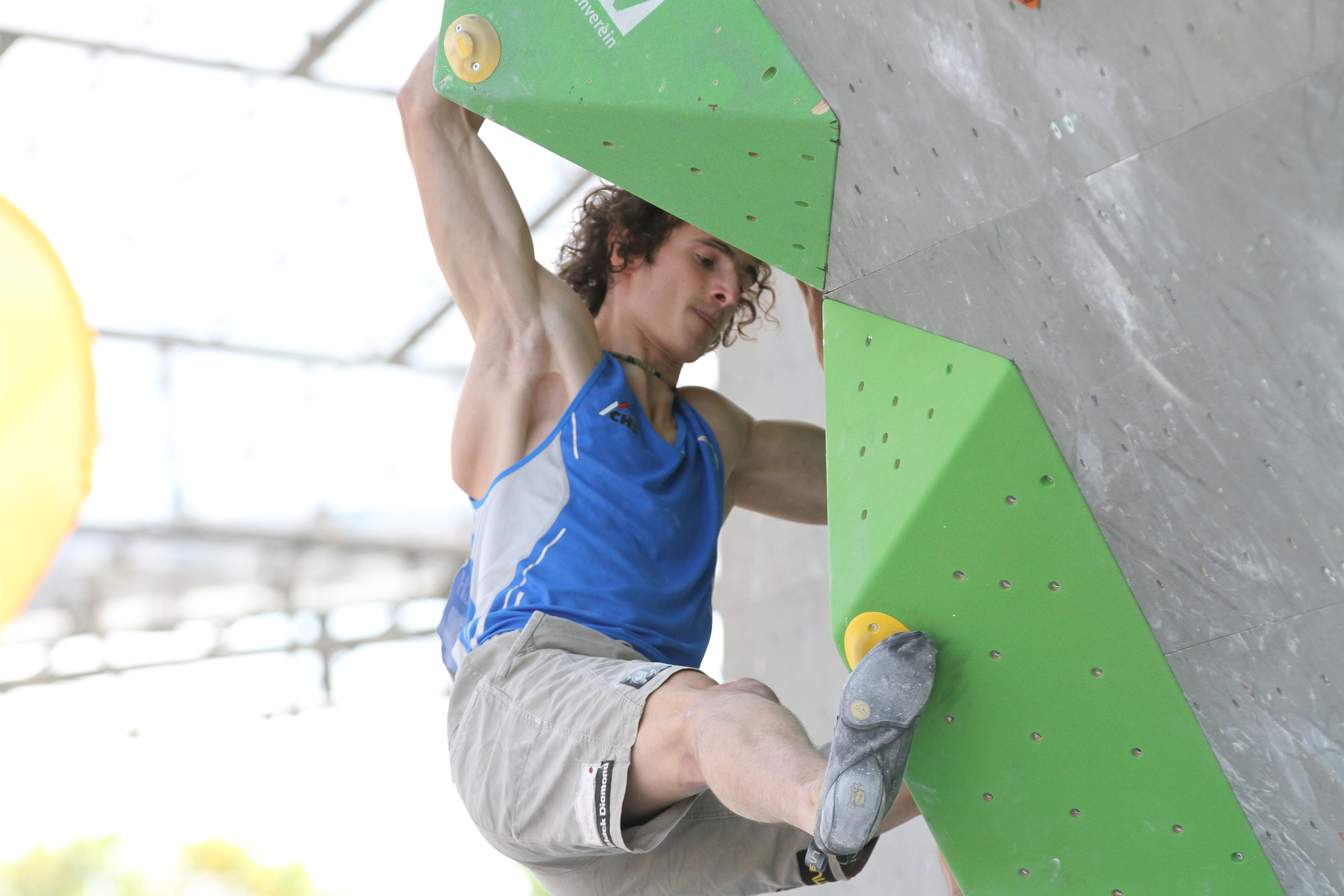
Adam Ondra, Coupe du monde 2015.

Au début des années 2000, le bloc devient beaucoup plus populaire avec le partage de vidéos sur Internet (Youtube, Facebook) qui facilitent l'apprentissage de techniques et la promotion des réalisations les plus difficiles. De même, des réseaux sociaux dédiés à l'escalade favorisent la médiatisation des réalisations, à l'instar du site 8a.nu ou de bleau.info qui conforte l'image d'un sport de portée mondiale, jeune, communautaire et ouvert aux femmes. À la même époque, le circuit mondial des compétitions s'organise. Par la médiatisation de l'activité (couverture des compétitions, films et annonces des réalisations en extérieur) et le sponsoring par les équipementiers, certains bloqueurs de haut niveau deviennent sportifs professionnels, comme le très médiatisé Chris Sharma qui se consacre pendant plusieurs années à des réalisations en bloc.
Dans les années 2010, se distinguent de nombreux grimpeurs professionnels, « chasseurs de croix » ou compétiteurs, venus d'Europe comme Adam Ondra, Nalle Hukkataival, Alexander Megos, Jan Hojer, Anna Stöhr, Shauna Coxsey, de nombreux Américains comme Daniel Woods, Jimmy Webb, Paul Robinson, Dave Graham, Alex Puccio et la jeune Ashima Shiraishi et, plus récemment, des grimpeurs asiatiques de très haut niveau (Japon, Corée). Des grimpeurs issus du bloc se distinguent à haut niveau dans d'autres styles d'escalade (falaise, difficulté). De même, la pratique du bloc est devenue une méthode incontournable d'entrainement (force, gestuelle) pour les grimpeurs d'autres disciplines.
En 2012, Tomoko Ogawa réalise le premier 8B+ féminin. En 2016, Ashima réalise Horizon, premier 8C/V15 féminin.
Dans le cadre des compétitions de bloc, on peut mentionner chez les femmes Sandrine Levet, Anna Stöhr, Janja Garnbret, Akiyo Noguchi, Natalia Grossman, Myriam Motteau, Shauna Coxsey, ainsi qu'Olga Bibik, Yulia Abramchuk, Stéphanie Bodet, Juliane Wurm, Olga Shalagina, Mélanie Sandoz, Miho Nonaka, Petra Klingler, Juliette Danion, Natalija Gros, Chloé Graftiaux, Alex Puccio, Mélissa Le Nevé, Fanny Gibert, Staša Gejo, Brooke Raboutou, Oriane Bertone, ou Jessica Pilz.
Pendant la quinzaine d'années qui suivent la réalisation de Dreamtime (2000), l'ouverture de blocs toujours plus difficiles se poursuit mais la cotation 8C a subi une déflation constante et de nombreux blocs 8C sont réévalués 8B+ (Dreamtime). En 2016, la cotation 8C+ (V16) n'a pas été confirmée pour les blocs les plus difficiles comme l'emblématique Gioia (Italie) ouvert par Christian Core en 2008 ou des blocs plus récents ouverts par Adam Ondra, Daniel Woods ou le Japonais Dai Koyamada. De plus, les meilleurs grimpeurs mondiaux semblent réussir avec une relative facilité les blocs inférieurs à 8C/8C+ comme Ondra qui flashe Jade 8B+ ou Jimmy Webb qui réussit Jour de Chasse (8B+/8C) en 15 minutes. Parmi les nouvelles tendances dans la difficulté extrême, émergent des blocs aux nombreux mouvements (traversée, highball) et qui nécessitent 60 ou 70 mouvements comme Wheel of Life (8C), réclamant de l'endurance et brouillant la frontière entre le bloc, la falaise et le solo,. Après des années de travail, en octobre 2016, Hukkataival ouvre Burden of Dreams et propose la première cotation 9A bloc.
Depuis, plusieurs autres voies de bloc ont été cotées 9A : 
- « Soudain Seul » à Fontainebleau (France), libérée et cotée par Simon Lorenzi (en) en février 2021 ;
- « Return of the Sleepwalker » à Red Rock (États-Unis), libérée et cotée par Daniel Woods en mars 2021 ;
- « Alphane » à Chironico (Suisse), libérée et cotée par Shawn Raboutou au printemps 2022 ;
- « Megatron » à Eldorado Canyon (États-Unis) libérée et cotée par Shawn Raboutou en novembre 2022 ;
- « L’ombre du Voyageur » à Salève (France), libérée et cotée par Charles Albert ;
- « Shaolin » à Red Rock (États-Unis), libérée et cotée par Sean Bailey (en) en février 2024 ;
- « Spots of Time » à Helvellyn Lake (Royaume-Uni), libérée et cotée par Aidan Roberts (de) au printemps 2024 ;
- « Arrival of the Birds » à Ticino (Suisse), libérée et cotée par Aidan Roberts en juin 2024 ;
- « No One Mourns the Wicked » à Thunder Ridge (États-Unis), libérée et cotée par Nathaniel Coleman lors de l'hiver 2024-2025 ;
- « Mount Doom » à Maltatal, en Autriche, libérée et cotée par Nicolai Užnik en février 2025[23].

À la fin des années 2010, des pans d'entraînement inclinables, connectés et équipés de LED sont inventés pour proposer des exercices plus variés que les simples pans Güllich (aussi appelés campus boards). Ils sont contrôlés par une application participative qui permet d'accéder, grâce à l'éclairage en différentes couleurs des prises, à des dizaines de milliers de configurations de courtes voies de bloc, selon les marques qui en commercialisent sous divers noms comme Kilter Board, Moon Board, Tension Board ou Quantum Board,. Leur usage se popularise dans les grandes salles d'escalade commerciales au début des années 2020.

## Principes

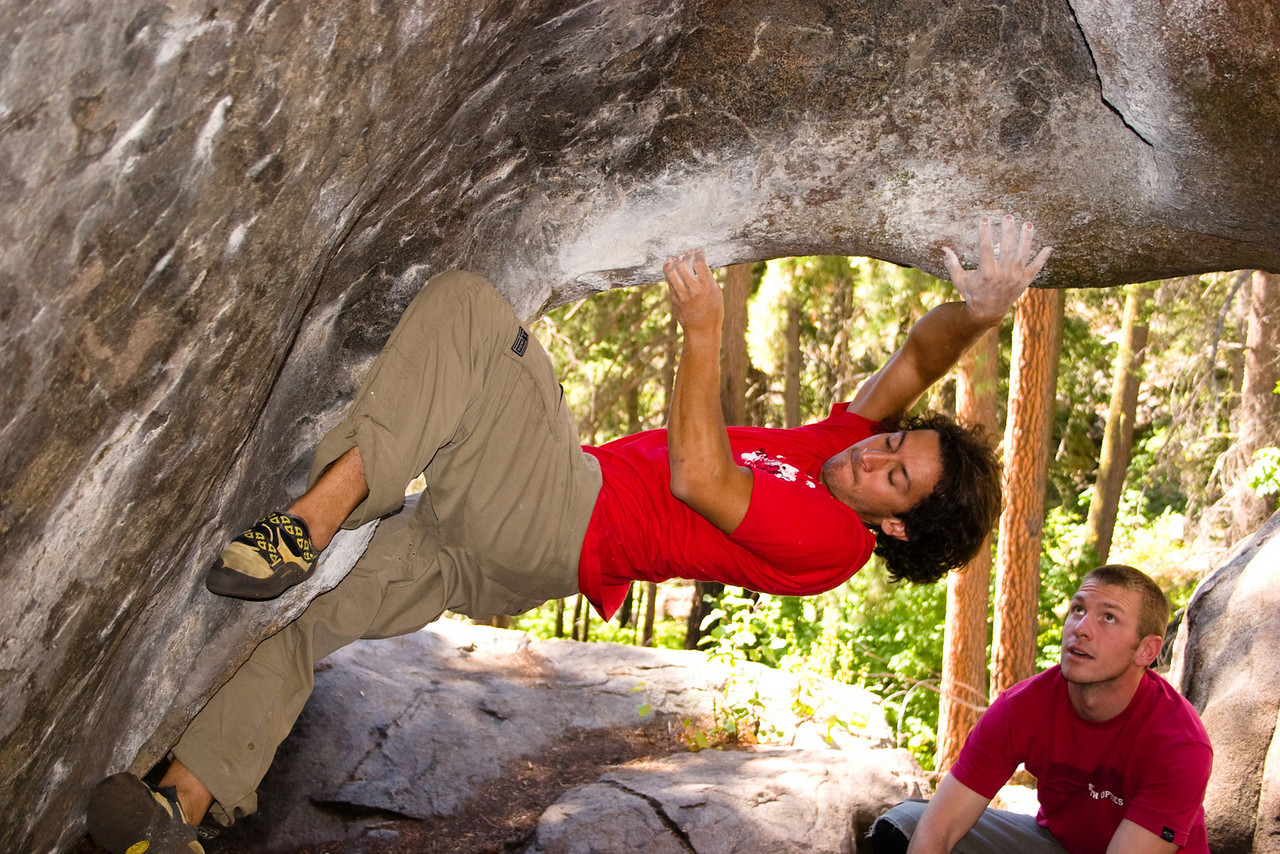
Mouvement sur un blocage du bras gauche qui nécessite force et gainage, avec un appui des pieds en crochet talon et contre-pointe. Leavenworth, USA.

Le bloc est un style d'escalade qui se concentre sur la puissance, la force pure et la dynamique (les grimpeurs parlent d'« explosivité ») : le grimpeur recherche la difficulté d'un mouvement ou d'une séquence courte de mouvements, contrairement à l'escalade en falaise qui demande généralement plus d'endurance et se pratique sur de grandes longueurs de rocher moins techniques.
Les voies de bloc sont communément appelées « pas » ou « passage » en référence aux passages des circuits de bloc originellement conçus à Fontainebleau pour l'entraînement des alpinistes. Les Britanniques utilisent plus volontiers le mot « problem » parce que l'intensité de l'escalade est souvent brève mais complexe et comparable à un casse-tête. Parfois ces passages sont « éliminants », c'est-à-dire que certaines restrictions sont imposées (prises interdites, départ assis, etc.). Une « méthode » désigne les mouvements et les prises choisis par un grimpeur pour tenter ou réussir un bloc ou une section difficile.
Un bloc ou passage peut être « ouvert » c'est-à-dire escaladé pour la première fois (FA : first ascent). Il peut être réalisé « à vue » à la première tentative sans information sur les méthodes efficaces ou plus souvent réalisé « flash » à la première tentative mais en ayant obtenu des informations (beta) sur la méthode à utiliser (démonstration, vidéo, conseils...) ou encore réalisé après travail c'est-à-dire après un nombre compté « d'essais ». Depuis quelques années et à un très haut niveau, les essais sont filmés pour attester l'éventuelle réussite d'un bloc.

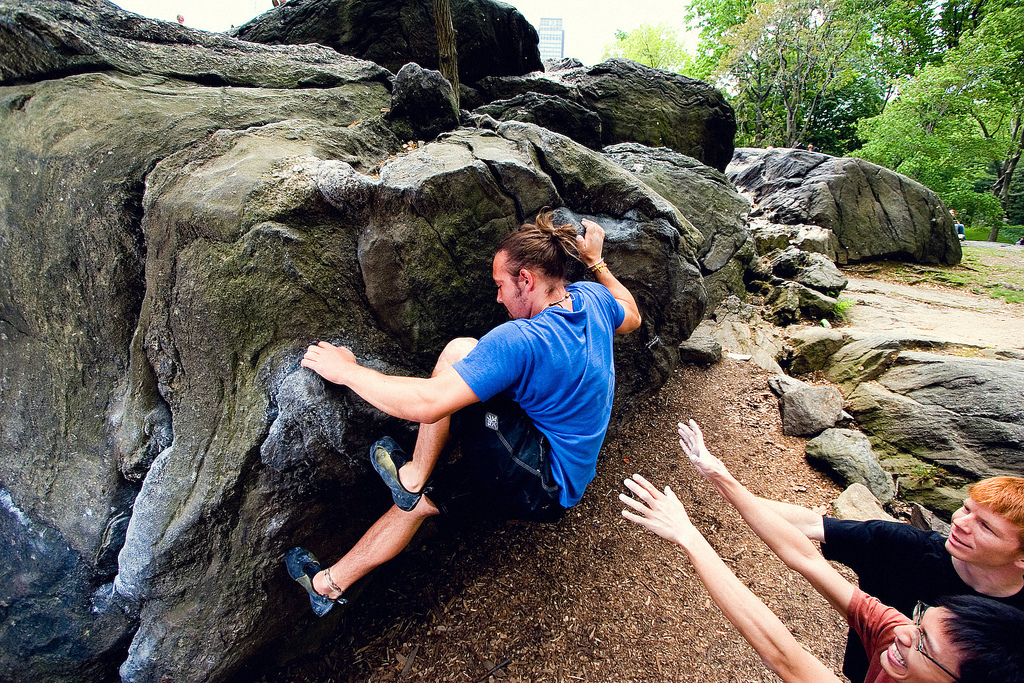
Deux personnes assurant la parade d'un grimpeur, à Rat Rock (USA).

Afin de réduire le risque de blessures dues à une chute, les grimpeurs dépassent rarement une hauteur de 3 à 5 mètres au-dessus du sol. Un passage dépassant 7 mètres de hauteur grimpé sans corde est appelé highball : une voie trop haute pour constituer un pas de bloc et trop courte pour être considérée comme une voie d'escalade, avec un engagement et une exposition proche de l'escalade en solo. En plus de la hauteur, le nombre de mouvements à effectuer est une manière de différencier un bloc d'une voie.
Pour plus de sécurité, les grimpeurs utilisent souvent un crash pad qu'ils placent au sol pour amortir la chute. Cette sécurité passive est souvent complétée d'une sécurité active : la parade. Cette technique effectuée par les partenaires consiste, en cas de chute du grimpeur, à s'assurer qu'il ne va pas retomber lourdement sur le sol ou percuter les obstacles environnants (rocher proéminent, arbre…).

### Structures artificielles
Les premières structures artificielles dédiées au bloc sont les « pans » d'escalade, de simples panneaux de bois de fabrication artisanale et de petites dimensions sur lesquels sont vissées des prises de main et de pied. Ces pans sont bricolés à domicile par certains grimpeurs afin de s'entrainer sur de courts passages. Les pans et les murs d'escalade de faible hauteur se répandent peu à peu à partir des années 1960, au sein des clubs d'escalade (associations, écoles) et à l'intérieur des salles d'escalade à corde.
Plus récemment, l'engouement pour la pratique du bloc conduit à la création de « salles de bloc » modernes : des salles d'escalade avec une importante surface à grimper et une faible hauteur, des profils très variés (gros dévers, toit, proue...) et d'épais tapis de réception. Les premières salles de ce type apparaissent vers 1995 en France. Des ouvreurs y créent régulièrement de nouveaux passages de bloc en disposant des prises, en les identifiant par des repères (étiquettes, couleur des prises) et en mentionnant la difficulté par un code couleur.

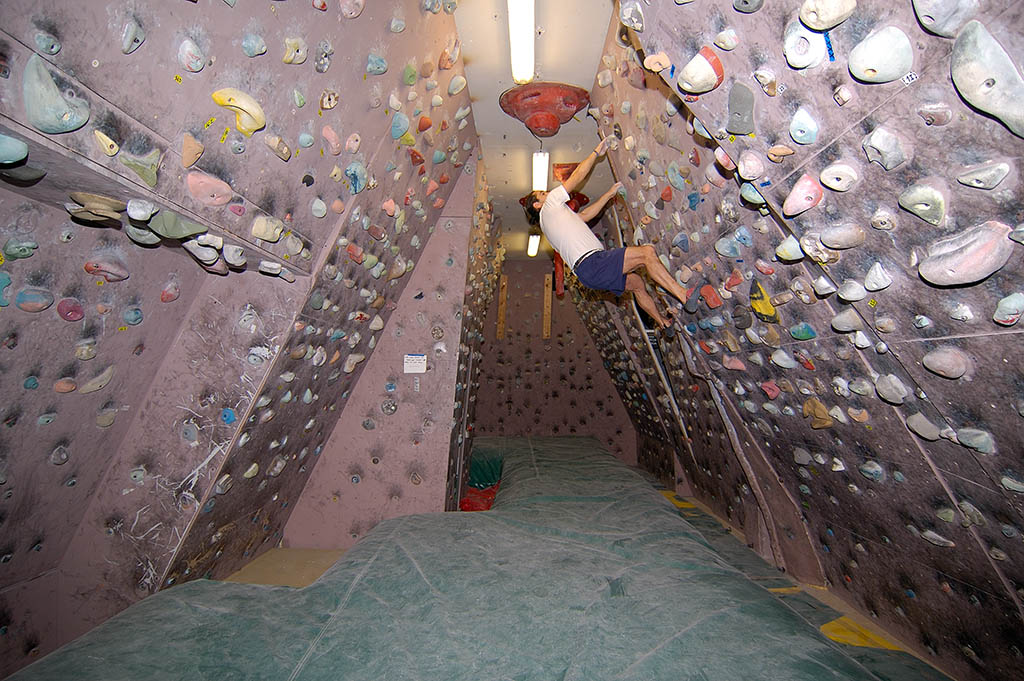
Pans d'escalade.
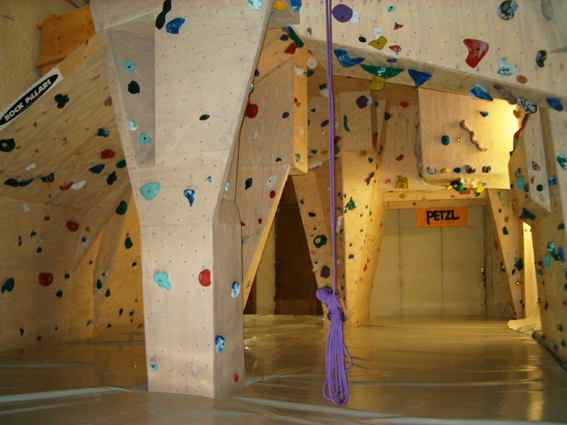
Salle de bloc moderne.
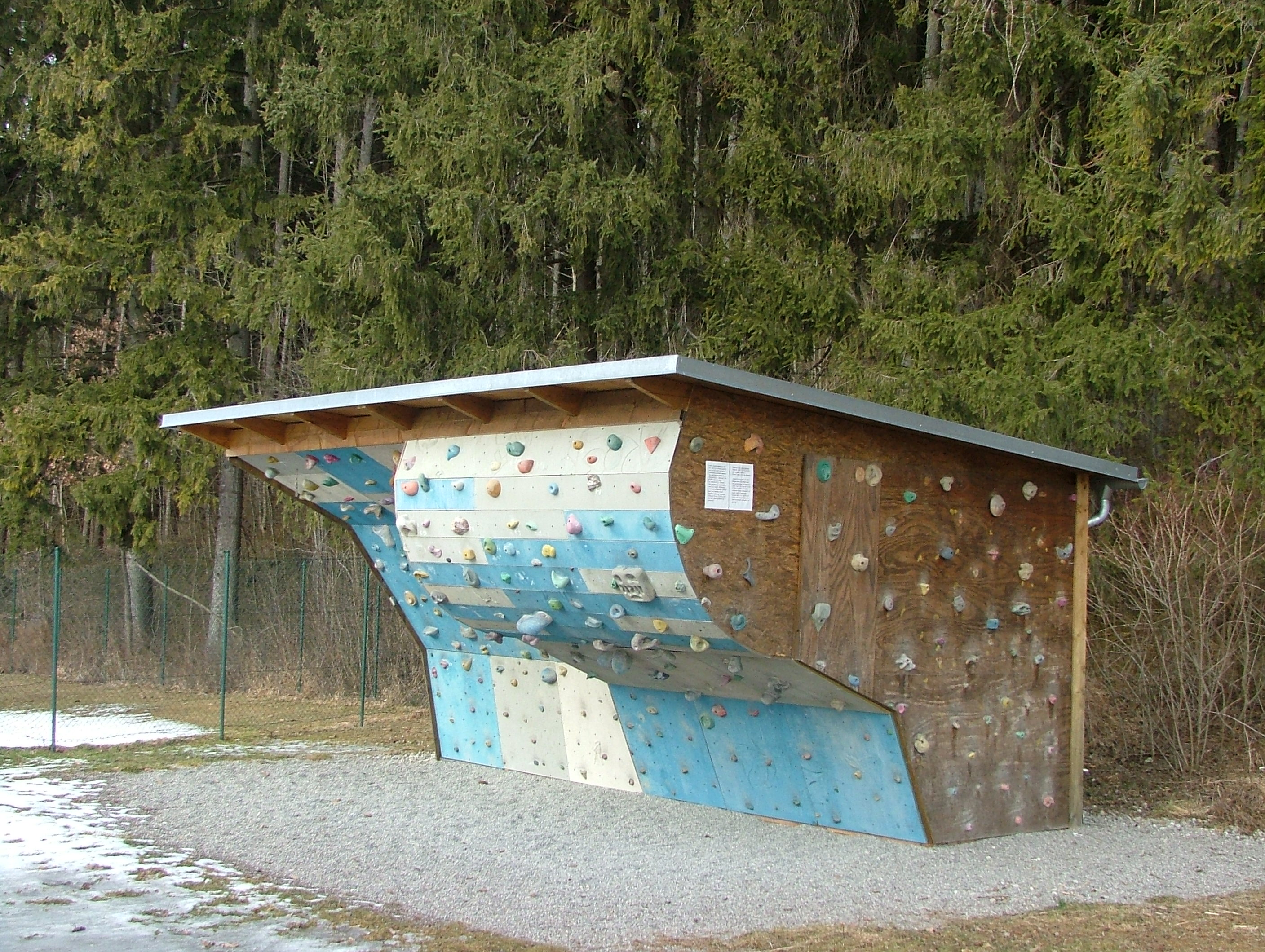
Structure extérieure de bloc.
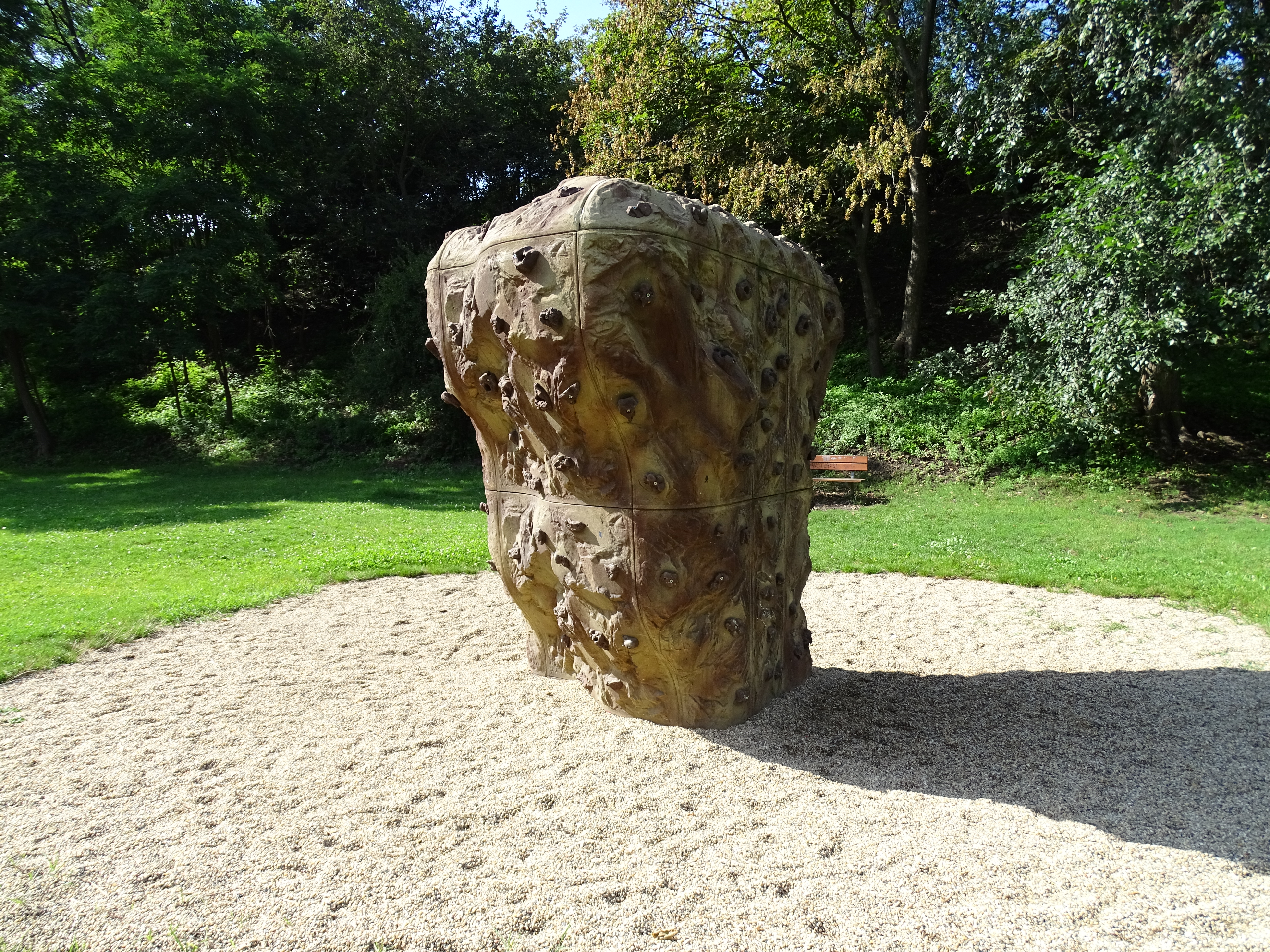
Bloc artificiel en extérieur.
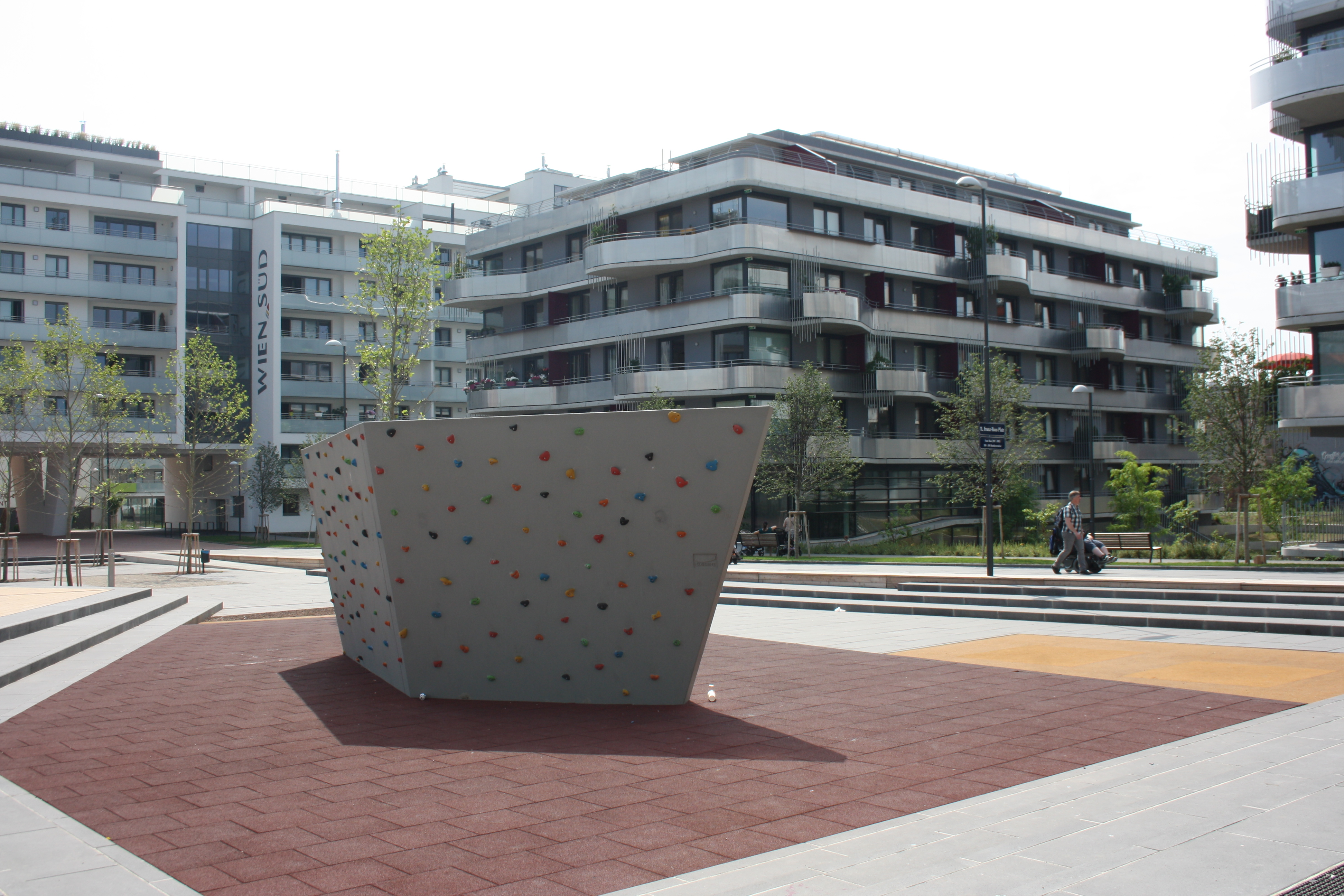
Bloc artificiel en Autriche.

## Cotations
Comme pour tous les autres types d'escalade, le bloc a développé ses propres systèmes de cotation afin de comparer la difficulté technique des passages.
Il existe plusieurs échelles de cotation, variable selon les pays ou les sites d'escalade. Au niveau international, les deux systèmes les plus fréquemment utilisés sont la cotation dite « française » de Fontainebleau et la cotation américaine « Vermin ».
La cotation dite « française » est aussi appelée cotation de Fontainebleau (en anglais Font scale). C'est une échelle généralement comprise entre 4 et 9, avec une notation affinée par l'ajout éventuel d'une lettre (A, B ou C) et d'un « + ». Des blocs sont classés dans l'ordre croissant de difficulté : 6C+, 7A, 7A+ et 7B. Il s'agit d'une cotation ouverte, c'est-à-dire que le niveau de futurs blocs plus difficiles pourrait dépasser les cotations actuelles (10A, 10 A+).
La cotation américaine est appelée cotation « Vermin » (d'après le surnom de son créateur John Sherman). En 2016, les blocs sont cotés de V0 à V17, et tout comme la cotation française, c'est une cotation ouverte.
Un débutant réalisera généralement des blocs 4 à 5+ (V0 à V2). Un grimpeur de niveau intermédiaire, ayant développé sa force et amélioré sa technique, réalisera des blocs 6A à 6C+ (V3-5). Après généralement plusieurs années de pratique de bloc, le grimpeur de niveau avancé réalisera du 7A ou 7B (V6-8). Les experts s'étant entrainé intensivement durant plusieurs années réaliseront des blocs de difficulté comprise entre 7B+ et 8A+ (V9-V12) et réussiront souvent du premier coup (flash) les blocs de niveaux inférieurs. À partir du 8B (V13), c'est le niveau des élites et professionnels et les réalisations de tels blocs sont filmées et annoncées dans les médias spécialisés.

## Compétitions

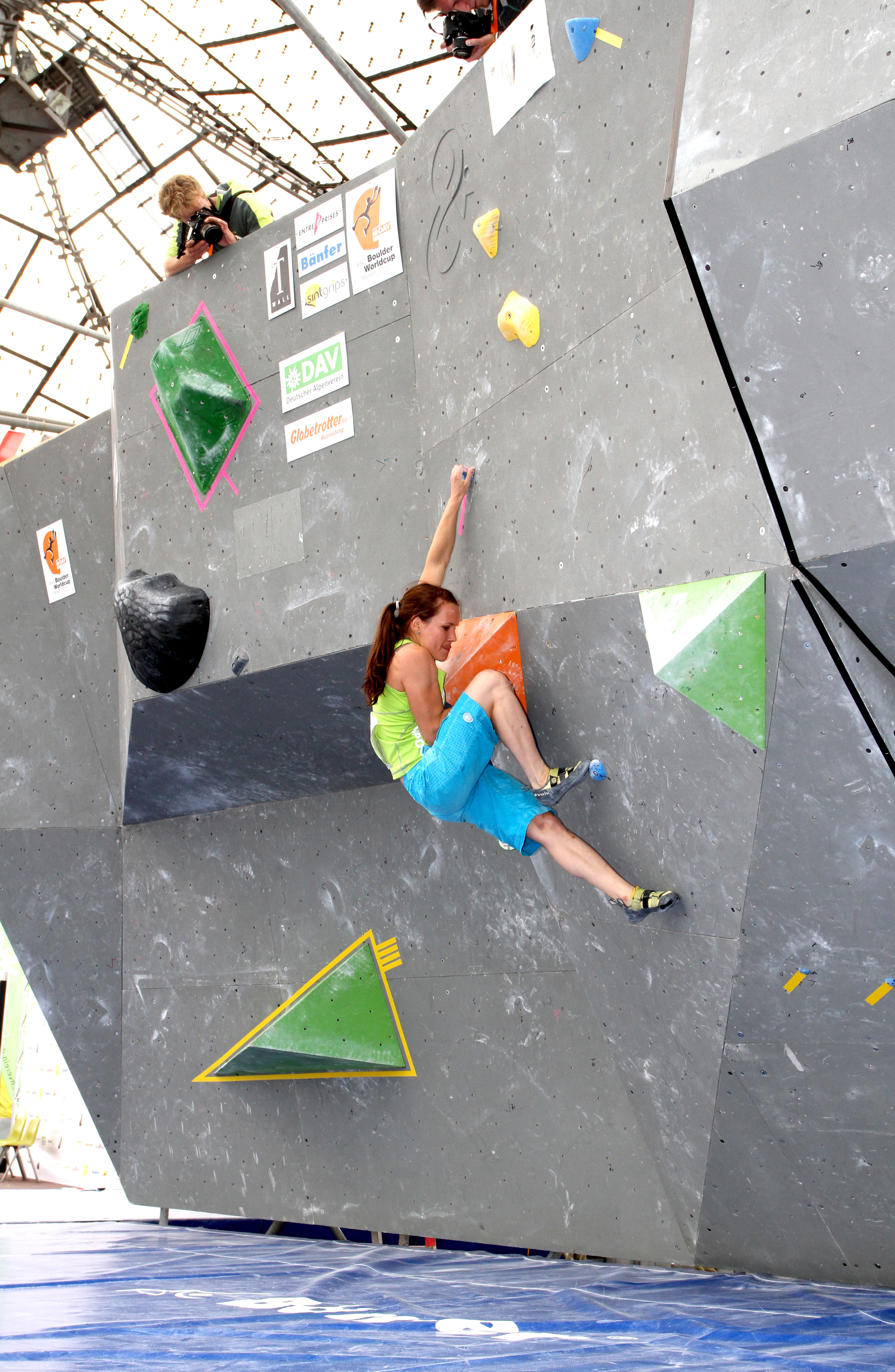
Dorothea Karalus lors de la Coupe du monde 2012.

En compétition, les grimpeurs tentent une succession de passages courts d'escalade, à vue, sans corde. À titre d'exemple, dans les compétitions françaises, il y a entre 4 et 6 blocs à réaliser, avec en moyenne entre 4 et 8 prises de main par bloc et une hauteur maximale de chute ne dépassant pas 3 mètres. Selon les compétitions, un grimpeur dispose de 4 à 6 minutes pour faire ses essais d'un bloc (s'il chute, il recommence depuis la position de départ) ; à la fin du temps imparti ou après avoir « réalisé » le bloc, il retourne en salle d'isolement pour récupérer quelques minutes avant d'être appelé pour tenter un nouveau bloc. La position de départ d'un bloc est signalée par un marquage (scotch coloré) des prises de main et de pied. La réalisation du bloc est validée par le « contrôle » de la prise de sortie (marquée) avec, par exemple, une saisie à deux mains durant quelques secondes.
Une compétition de bloc peut se dérouler sur plusieurs tours : les qualifications, la demi-finale et la finale, voire une super-finale. Dans une compétition de type circuit, les blocs sont réalisés à vue (avec parfois une période d'observation collective) et dans un ordre déterminé. Dans une compétition de type contest, les blocs sont tentés librement, dans un temps imparti, avec la possibilité d'observer les tentatives d'autres compétiteurs. Le classement est déterminé par un score calculé d'après les blocs réussis, les temps de réalisation, le nombre d'essais, les prises bonus, les pénalités, etc.
À la fin des années 1990, apparaissent les premières compétitions internationales de bloc (bouldering en anglais). En 1999, l'épreuve de bloc est intégrée à la Coupe du monde d'escalade. En 2001, l'épreuve de bloc est intégrée aux Championnats du monde d'escalade organisés tous les deux ans par la Fédération internationale d'escalade (IFSC). L'escalade est au programme des Jeux olympiques d'été de 2020, mais les restrictions du CIO[pas clair] ne permettront pas l'organisation d'une compétition olympique de bloc.

## Matériel

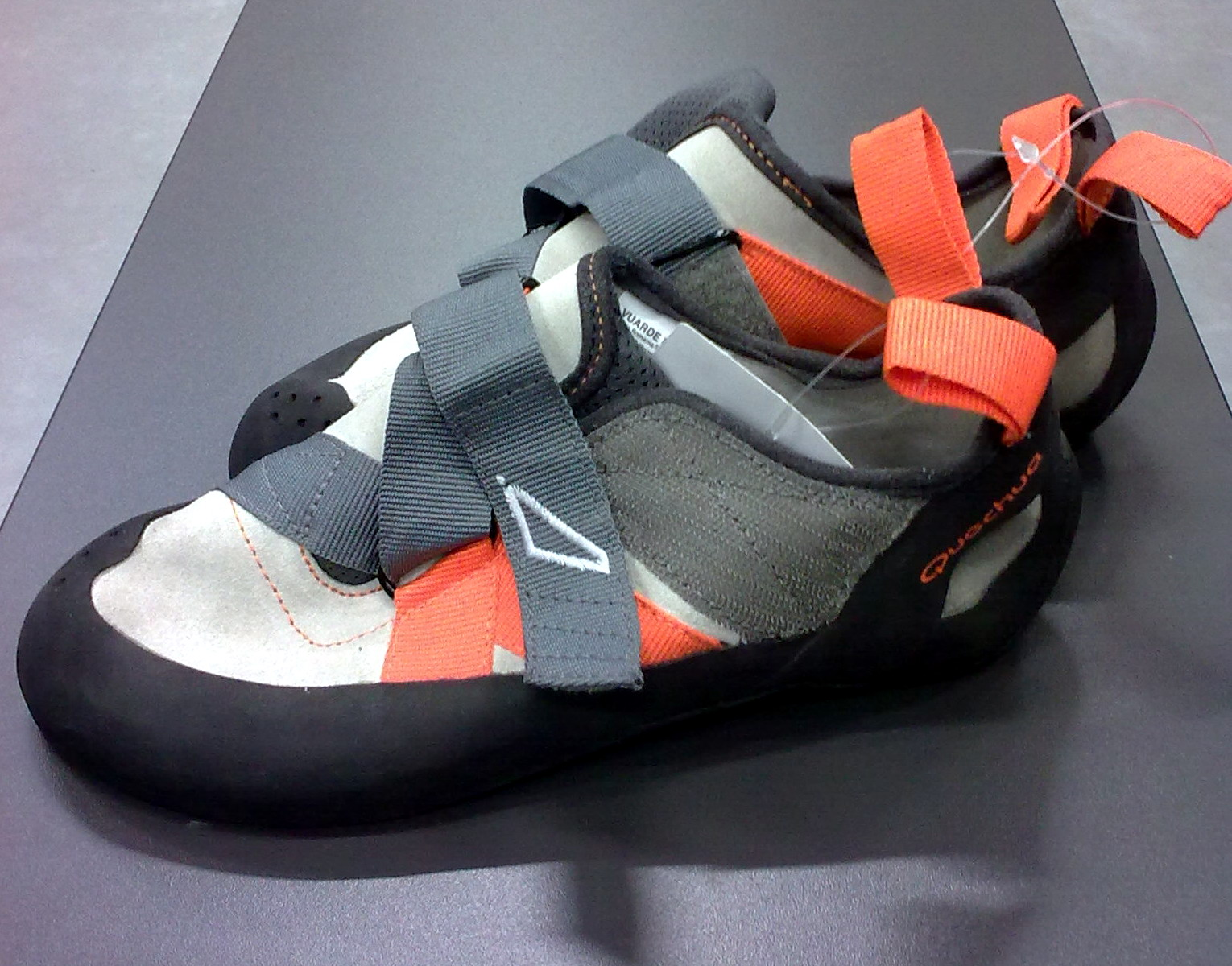
Chaussons d'escalade de la marque Quechua : semelle et enrobage en gomme adhérente, fermeture par scratch, pointe et talon renforcés.

La pratique du bloc peut s'effectuer sans aucun matériel. En général sont utilisés :
- une paire de chaussons d'escalade ;
- de la magnésie ou du « pof » (colophane dans un petit sac de toile poreuse) ;
- un paillasson pour poser les pieds propres afin de préserver l’adhérence ;
- un crash pad, c’est-à-dire un tapis qui amortit les chutes ;
- une brosse pour nettoyer les prises sales ou rendues glissantes par la magnésie ;
- parfois de la bande adhésive non élastique (pour protéger la peau des mains en coincement) ou des genouillères (pour réaliser des coincements de genou moins douloureux et moins traumatisants pour les tissus corporels) ;
- plus rarement, certains utilisent un ventilateur pour améliorer l'adhérence en conditions humides.

L'usage de certains de ces outils, comme les genouillères, les bandes adhésives et les ventilateurs, est controversé, car certains grimpeurs les considèrent comme une aide artificielle et excessive qui dénature l'ascension ; les ascensions réalisées avec une telle aide ne devraient selon eux pas être considérées comme valides, mais tous les professionnels de l'escalade ne sont pas d'accord à ce sujet. Certains défendent également l'escalade pieds nus, comme le Français Charles Albert.